# Mary Duncan
Mary Duncan, all'anagrafe Mary Annie Dungan (Luttrellville, 13 agosto 1895 – Palm Beach, 9 maggio 1993), è stata un'attrice statunitense.

## Biografia
Iniziò nel 1910, ancora adolescente, a recitare a Broadway e proseguì la sua carriera teatrale fino al 1926, quando passò al cinema. Interpretò 16 film, i più notevoli dei quali sono I quattro diavoli (1928) e Il nostro pane quotidiano (1930), diretti da Friedrich Wilhelm Murnau. Nel 1933 l'attrice girò il suo ultimo film, La gloria del mattino, lasciando quindi il cinema per sposare Stephen Sanford, un noto giocatore di polo.

## Filmografia
- Very Confidential  (1927)
- Soft Living  (1928)
- I quattro diavoli (4 Devils), regia di Friedrich Wilhelm Murnau (1928)
- I volti della verità (1929)
- Il fiume (1929)
- Manuelita (Romance of the Rio Grande), regia di Alfred Santell (1929)
- Il nostro pane quotidiano (Our Daily Bread o City Girl), regia di Friedrich Wilhelm Murnau (1930)
- Il mendicante di Bagdad (Kismet), regia di John Francis Dillon (1930)
- The Boudoir Diplomat  (1930)
- Men Call It Love (1931)
- Five and Ten, regia di Robert Z. Leonard (1931)
- The Age for Love (1931)
- Giuro di dire la verità (1932)
- Thirteen Women (1932)
- The Phantom of Crestwood (1932)
- La gloria del mattino (Morning Glory), regia di Lowell Sherman (1933)